# 마델론의 비극
마델론의 비극(The Sin Of Madelon Claudet)은 미국에서 제작된 에드가 셀윈 감독의 1931년 드라마 영화이다. 헬렌 헤이즈 등이 주연으로 출연하였다.

## 출연

### 주연
- 헬렌 헤이즈
- 루이스 스톤

### 조연
- 닐 해밀턴
- 클리프 에드워즈
- 진 허숄트
- 마리 프레보스트
- 로버트 영

## 제작진
- 원작자: Edward Knoblock
- 미술: 세드릭 기븐스